# Regine Hauch
Regine Hauch (* 1956)  ist eine deutsche Wissenschaftsjournalistin und Sachbuchautorin.

## Leben und Wirken
Hauch studierte Germanistik, Romanistik und Pädagogik in Düsseldorf und Montpellier. Seit 1982 arbeitet sie als freie Journalistin für verschiedene Zeitschriften und Zeitungen sowie den Hörfunk. Mit ihrem Mann, dem Mediziner Michael Hauch, verfasste sie mehrere Sachbücher zu Gesundheitsthemen. 1996 und 1998 erhielt sie einen Ernst-Schneider-Preis in der Kategorie Hörfunk. Die Deutsche Diabetes Gesellschaft verlieh ihr 2019 einen Medienpreis ebenfalls in der Kategorie Hörfunk.

## Bücher
Quelle: Lehmanns Media
- Menschen im Gemeinschaftskrankenhaus , Klartext 1997, ISBN 9783884745618
- Von Sozialhilfe leben. Ein Familienexperiment, Eichborn 1998, ISBN 9783821815138
- Aldidente backen. Preiswert backen rund ums Jahr – Rezepte und Geschichten , Eichborn 1998, ISBN 9783821834986
- mit Michael Hauch: Aldidente outdoor. Grillen – Picknick – Unterwegs, Eichborn 2001, ISBN 9783821836911
- mit Michael Hauch: Kindheit ist keine Krankheit, Fischer Taschenbuch 2015, ISBN 978-3-596-03230-3[5]
- mit Michael Hauch: Ihr unbekanntes Superorgan. Alles über das Immunsystem, Verlag Beltz 2018, ISBN 978-3-407-86448-2